# Pearl (Gedicht)
Pearl ist ein mittelenglisches stabreimendes Gedicht aus dem 14. Jahrhundert, das von einem unbekannten Autor um das Jahr 1392 verfasst wurde. Es gehört stofflich zur zeitgenössischen populären Gattung der Artusdichtung und innerhalb dieser zu den Gawain-Romanzen. Inhaltlich gibt es jedoch keinen direkten Bezug zwischen den drei Gedichten und der Romanze. Diese Werke wurden im 18. Jahrhundert aus der Sammlung von Sir Robert Cotton übernommen, im Jahr 1864 erstmals veröffentlicht und seither mehrfach analysiert.

## Hintergrund
Pearl ist eines von vier Gedichten innerhalb der anonymen Handschrift Cotton Nero A.x. (Art. 3), die sich seit 1753 in der British Library des British Museums in London befindet. Das Gedicht ist mit vier Bildern illustriert. Auf Pearl folgen Purity (oder Cleanness) und Patience sowie die Romanze Sir Gawain and the Green Knight; letztere ist an die Artusdichtung angelehnt.
Über den anonymen mittelalterlichen Verfasser gibt es verschiedene Theorien. Aufgrund des Dialektes, der auf die West Midlands von England, insbesondere das südöstliche Cheshire und das nordöstliche Staffordshire hinweist, wird angenommen, dass der Verfasser oder Auftraggeber aus Staffordshire stammte. Von den im Manuskript direkt vor der Romanze um Sir Gawain verzeichneten Wörtern „Huge de“ wurde versucht, auf den möglichen Autor oder Besitzer dieses Manuskriptes zu schließen. Sie deuten angeblich auf einen „Hugo Massey“ hin. Diese These wird durch ein Wort „Masse“ oder „Masso“ im Text der ebenfalls anonymen Dichtung St. Erkenwald gestützt, die wegen des verwendeten Dialektes und der zeitlichen Nähe demselben Verfasser zugeschrieben wird. Nach anderen Meinungen wurden diese Manuskripte für eine Familie Stanley in den West Midlands angefertigt.
Es gibt Argumente, die dafür sprechen, dass es sich bei dem Verfasser der vier Werke um dieselbe Person gehandelt haben könnte. Anzeichen für diese These:
- die stilistische Ähnlichkeit und die Verwendung vokalischer Alliteration
- die Verwendung seltener Wörter, die in zwei oder mehreren dieser Schriften und sonst in keinen bekannten mittelenglischen Texten zu finden sind
- strenge christliche Glaubensausrichtung der Texte

Diese Ansicht wird beispielsweise von Henry L. Savage in The Gawain-Poet: Studies in his background and his personality (1956) und Charles Moorman in The Pearl-Poet (1968) vertreten. Es könnte sich jedoch auch um mehrere Schreiber aus derselben Schreibstube gehandelt haben, die in einem Gebiet mit einem speziellen Dialekt ansässig waren.

## Inhalt
Der Dichter erzählt davon, wie er in seinem Garten seine kostbare weiße Perle verlor. Immer wieder begab er sich an diesen Platz, an dem sie ihm aus den Fingern glitt. An einem Tag im August schläferten ihn der Duft der Kräuter und Blumen auf einem kleinen Hügel ein. Er träumte, dass er sich an einem fernen unbekannten Gestade befand. Es war eine Welt mit Klippen aus Kristall, weiten Waldflächen und Stränden, die mit kostbaren Kieselsteinen übersät waren. Dieser Anblick ließ ihn all seinen Kummer vergessen und er wanderte, bis er an einen Fluss gelangte, jenseits dessen er das Paradies vermutete. Dort nun erblickte er am Fuße der Klippen ein Mädchen, dessen Kleid aus weißen Perlen zu bestehen schien. Er erkannte sie und fragte, ob sie seine Perle sei, die er verloren habe. Es entspann sich ein längerer Dialog zwischen den beiden, in dem der Träumende gewahrte, dass seine Perle nicht verloren war, da sie mit zahllosen anderen Perlen an diesem wundervollen Ort leben durfte. Da er sie nicht erneut verlieren wollte, fragte er, wie er zu ihr gelangen könne. Das Mädchen antwortete mit christlichen Gleichnissen und bat ihn auf Gottes Gnade zu vertrauen. Sie gewährte ihm sogar einen Blick auf das Himmlische Jerusalem, die Stadt Gottes. Doch als er versuchte, den Fluss zu überqueren, um zu dem Mädchen zu gelangen, erwachte er. Erfüllt mit einer spirituellen Kraft und Zuversicht, erhob er sich vom Hügel in seinem Garten.

### Aufbau
Das insgesamt 1212 Verse umfassende Gedicht besteht aus 20 Abschnitten mit jeweils 5 Strophen; ausgenommen allein den 15. Abschnitt, der sechs Strophen umfasst. Jede der insgesamt 101 Strophen hat 12 Verse auf jeweils nur drei Reime, die als Kreuzreime im Reimschema
[abab:abab:bcbc]
angeordnet sind.
Die Abschnitte aus 60 Versen – der fünfzehnte aus 66 – werden jeweils durch einen Versal eingeleitet. Ausgenommen allein den ersten Vers in einem Abschnitt, haben alle ersten und letzten Verse seiner Strophen jeweils ein Wort oder Teilwort gemeinsam, das jeweils im ersten Vers des nachfolgenden Abschnitts noch einmal Verwendung findet. Über dieses Wort sind somit alle Strophen eines Abschnitts miteinander inhaltlich verkettet, und weil es auch im ersten Vers des Folgeabschnitt wiederaufgenommen wird, über sämtliche 20 Verbindungsworte auch das ganze Gedicht. Indem das verbindende Wort des letzten Abschnitts im ersten Vers des ersten Abschnitts auftritt, ist diese sich durchs ganze Gedicht ziehende Kette sogar zyklisch geschlossen.

„Die Sprache ist von blendendem Glanz, die metrische Gestalt kunstvoll; je 12 die Alliteration in der Art des Stabverses wahrende Zeilen sind durch Endreim zu einer Strophe gebunden, je 5 solcher Strophen verbindet derselbe Kehrvers, und Wiederkehr desselben Wortes (concatenatio) verknüpft jeweils die erste Strophenzeile mit der letzten der vorhergehenden. Die letzte Zeile der letzten, 101. Strophe knüpft an den Wortlaut der ersten an.“

| Reimschema | Reimschema | Reimschema | Mittelenglisch                           | Modernes Englisch nach Tolkien            | Freie Übersetzung Deutsch                             |
| ---------- | ---------- | ---------- | ---------------------------------------- | ----------------------------------------- | ----------------------------------------------------- |
| a          |            |            | “O perle,” quoth I, “in perles pyght,    | “O Pearl!” said I, “in pearls arrayed,    | „Oh Perle!“ sprach ich „in Perlen gehüllt,            |
|            | b          |            | Art thou my perle that I haf playned,    | Are you my pearl whose loss I mourn?      | Bist du die Perle, die ich verlor?                    |
| a          |            |            | Regretted by myn one on nyghte?          | Lament alone by night I made,             | Von Trauer mir war die Nacht erfüllt,                 |
|            | b          |            | Much longeyng haf I for thee layned      | Much longing I have hid for thee forlorn, | Viel Sehnsucht nach dir trat aus mir hervor           |
| a          |            |            | Sythen into gresse thou me aglyghte.     | Since to the grass you from me strayed.   | Seit du lagst verborgen mit Gras umhüllt.             |
|            | b          |            | Pensyf, payred, I am forpayned,          | While I pensive waste by weeping worn,    | Während ich mich in schmerzlicher Trauer verlor,      |
| a          |            |            | And thou in a lyf of lykyng lyghte       | Your life of joy in the land is laid      | Lebtest du in dem Lande von Freuden erfüllt,          |
|            | b          |            | In Paradys erde, of stryf unstrayned.    | Of Paradise by strife untorn.             | Im Paradies auf Erden, wo kein Streit kommt mehr vor. |
|            | b          |            | What wyrde has hyder my juel vayned      | What fate hath hither my jewel borne      | Welches Los brachte hier mein Juwel neu hervor,       |
|            |            | c          | And don me in thys del and gret daunger? | And made me mourning’s prisoner?          | Und brachte solch großes Leid zu mir?                 |
|            | b          |            | Fro we in twynne wern towen and twayned  | Since asunder we in twain were torn,      | Waren wir doch zerrissen in zwei Teile zuvor          |
|            |            | c          | I haf ben a joyles jueler.”              | I have been a joyless jeweller.”          | Ich war nur ein freudloser Juwelier.“                 |

### Symbolik
Die Perle oder das Juwel und die Zahl 12:
- In der Beschreibung des Neuen Jerusalem in der Offenbarung des Johannes: „Und die zwölf Tore waren zwölf Perlen, und ein jeglich Tor war von einer Perle; und die Gassen der Stadt waren lauteres Gold wie ein durchscheinend Glas.“[5]
- Die Perle als Symbol für die Seele, die Braut Gottes oder die Tochter[6]
- 12 steht möglicherweise für die Zahl der Apostel und die Grundsteine Neu Jerusalems.[7] Zudem weist die Stadt eine Seitenlänge von je 12 Furlong auf, was 144 ergibt. Diese Zahl weist möglicherweise auf die 144000 Jungfrauen in der apokalyptischen Vision des Neuen Jerusalem hin.[8]
- 12 ist die Anzahl der Verse in jeder Strophe. Insgesamt sind es 1212 Verse.

## Rezeption
Das Gedicht wurde 1904 von William Henry Schofield allegorisch interpretiert. Er sah in der Gestalt des Mädchens eine Verkörperung der Unschuld und Jungfräulichkeit. Der Text ist nach Meinung anderer Wissenschaftler eine Elegie auf den Tod der Tochter des Dichters. Im Gedicht werden die Trauer und der Schmerz angesichts des Todes eines zweijährigen Kindes beschrieben. Die darin sehr anschaulich wiedergegebene Darstellung endet schließlich damit, dass den Erzähler ein tiefes Gefühl des Gottvertrauens ergreift.
Einfluss auf Tolkiens Mythologie
Der Philologe J. R. R. Tolkien und der Spezialist für mittelalterliche germanische Sprachen Eric Valentine Gordon (1896–1938) haben die mittelalterliche Ritterromanze Sir Gawain and the Green Knight neu interpretiert. Gordon gab im Jahr 1953 eine Rezeption des Gedichtes Pearl heraus, in der Tolkien ein Kapitel zu Form and Purpose (Form und Zweck) des Gedichts verfasste. David Scott Kastan vermutet, dass das Gedicht Pearl Einfluss auf die Beschreibung der Elbin Galadriel in der Mythologie Tolkiens hatte. Auch nach Thomas Alan Shippeys Meinung hatte Pearl einen Einfluss auf dieses Bild. Er vergleicht Lothlórien (der Name bedeutet Blütentraumland) beispielsweise mit der Landschaft, der sich der Träumer im Gedicht gegenübersieht. Betritt jemand dieses Land oder den Garten, so fallen alle Sorgen und Kummer von ihm ab. Während es in Pearl heißt: „Garten my goste al greffe forʒete“ (Der Garten meinen Geist allen Gram ließ vergessen) heißt es im Herrn der Ringe über Lothlórien: „Kein Fehl war am Lande Lórien“ oder „Hier konnte im Winter kein Herz um Sommer oder Frühling trauern.“ Shippey vergleicht beides, den Weg des Vaters, der zunächst die Grenze zur Traumwelt durchschreitet; sowie den der Figuren bei Tolkien, die zunächst den Fluss Nimrodel (einen Fluss benannt nach einer Elbin namens „die Weiße Herrin“) durchwaten – der ihren Kummer um den Verlust Gandalfs lindert und sie reinwäscht. Die zweite Grenze ist in beiden Fällen ein Fluss, den der Vater im Gedicht nicht überwinden oder betreten kann, da er die Schwelle zum Tod darstellt, während die Gefährten nur mit Hilfe elbischer Seile über den Celebrant (Silberlauf) in das geschützte Innere des Landes Lórien gelangen können, wobei auch sie das Wasser nicht berühren dürfen.
Modernes Theater
Thomas Eccleshare nutzte das Gedicht als Grundlage für das cartoonähnliche Theaterstück Perle, das 2013 im „Soho Theatre“ in London lief. Hierbei wurde die Traumvision des Gedichtes Pearl in eine moderne skurril anmutende Multimediawelt projiziert, wobei das Grundthema des schmerzlichen Verlustes und der Trauer beibehalten wurde.